# 4474 Proust
4474 Proust este un asteroid din centura principală, descoperit pe 24 august 1981 de Henri Debehogne.